# Readsboro (condado de Bennington)
Readsboro es un lugar designado por el censo ubicado en el condado de Bennington en el estado estadounidense de Vermont. En el año 2010 tenía una población de 321 habitantes.

## Geografía
Readsboro se encuentra ubicado en las coordenadas 42°46′13″N 72°56′46″O / 42.77028, -72.94611.